# Schlacht bei Oudenaarde
Carpi – Chiari – Cremona – Kaiserswerth – Luzzara   – Santa Marta – Cádiz – Friedlingen – Vigo – Schmidmühlen – Bonn – Krottensee – Ekeren – Höchstädt – Speyerbach – Schellenberg – Gibraltar – Höchstädt – Vélez-Málaga – Marbella – Cassano – Barcelona – Sendlinger Mordweihnacht – Aidenbach – Calcinato – Ramillies – Turin – Castiglione – Santa Cruz de Tenerife – Almansa – Kap Béveziers – Toulon – Lizard Point – Lille – Oudenaarde – Gent – Malplaquet – Mons – Almenar – Saragossa – Syrakus – Villaviciosa – Rio de Janeiro – Denain – Barcelona
Die Schlacht bei Oudenaarde (franz. Bataille d’Audenarde) wurde am 11. Juli 1708 während des Spanischen Erbfolgekrieges ausgekämpft. Die gegnerischen Heere waren in dieser Auseinandersetzung etwa gleich stark. Während die französischen Heerführer wegen Konkurrenz aber in der Operationsführung nicht übereinstimmten, zeichneten sich die Verbündeten unter dem Herzog von Marlborough und Prinz Eugen durch einheitliche Führung aus. Die Franzosen wurden schwer geschlagen, infolge des Sieges war es den Alliierten möglich in Nordfrankreich einzubrechen und bis Mitte Oktober die Festung Lille zu erobern.

## Vorgeschichte
Die Bemühungen der Verbündeten für den Feldzug von 1708 waren zunächst auf die Wiedergewinnung der Spanischen Niederlande gerichtet. Zu diesem Zweck sollten die Kaiserlichen unter Prinz Eugen von Savoyen von der Mosel den Rhein aufwärts marschieren und nach der Vereinigung mit dem Reichskontingenten im Raum Koblenz in schnellstmöglicher Zeit zu den englisch-niederländischen Truppen des Herzogs von Marlborough stoßen. Der Armee des Herzogs Vendôme war bis zum 5. Juli überraschend die Einnahme von Gent und Brügge gelungen.
Die Franzosen bedrohten die Provinz Brabant, die befestigte Stadt Oudenaarde, die 55 km von Brüssel entfernt im östlichen Flandern lag war das nächste Ziel ihrer Operationen. Hierdurch sollte dem Gegner der Übergang über die Schelde verwehrt und die Verbindung zwischen Menin und Courtrai abgeschnitten werden. Zwei französische Armeen mit 130 Bataillonen, 216 Schwadronen und 120 Kanonen wurden im Raum Mons zusammengezogen.

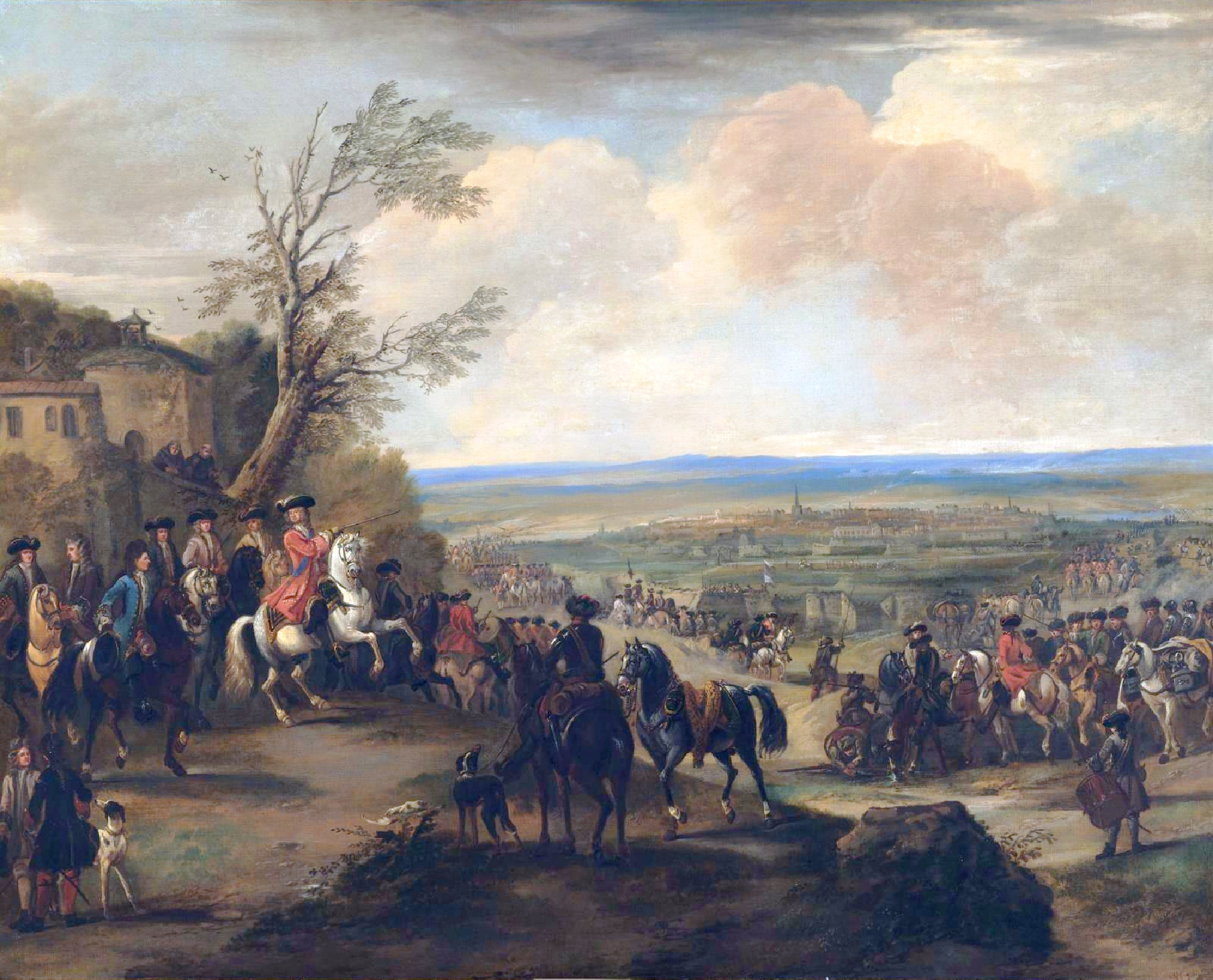
Der Herzog von Marlborough bei Oudenaarde, Gemälde nach John Wootton

Beim Kriegsrat am 8. Juli beschloss der alliierte Oberbefehlshaber, der Duke of Marlborough Oudenaarde beträchtlich mit Truppen zu verstärkten. Im Raum südlich von Brüssel waren britischen und niederländische Truppen, Hannoveraner, Preußen, Hessen und die Kaiserlichen mit 112 Infanterie-Bataillonen, 197 Schwadronen und 113 Kanonen aufmarschiert. Am 8. Juli standen die Franzosen vor Lessines, ein extremer Marsch der Avantgarde Marlboroughs verhinderte in der Nacht des 9./10. Juli die Absicht Vendômes die Schelde nördlich von Oudenaarde zu überqueren. Erste Angriffe des französischen Generalleutnant de Chémerault mit 3000 Mann auf Oudenaarde wurden abgeschlagen.
Über 80.000 Franzosen unter dem Befehl des Herzogs von Vendôme und des französischen Prinzen und etwa 70.000 Briten und Niederländer unter dem Befehl des Herzogs von Marlborough und Kaiserliche und Preußen unter Führung des Prinzen Eugen marschierten an der Schelde zur Schlacht auf. Der Herzog von Bourgogne wollte seine Armee am linken Ufer der Schelde vor Oudenaarde aufstellen, die Übergangspunkte der Schelde bei Gavre durch Verschanzungen sichern und mit einem Armeekorps auf Menin vorstoßen. Vendôme bestand jedoch auf das gemeinsame Überqueren der Schelde um den Gegner am anderen Ufer direkt anzugreifen.

## Die Schlacht

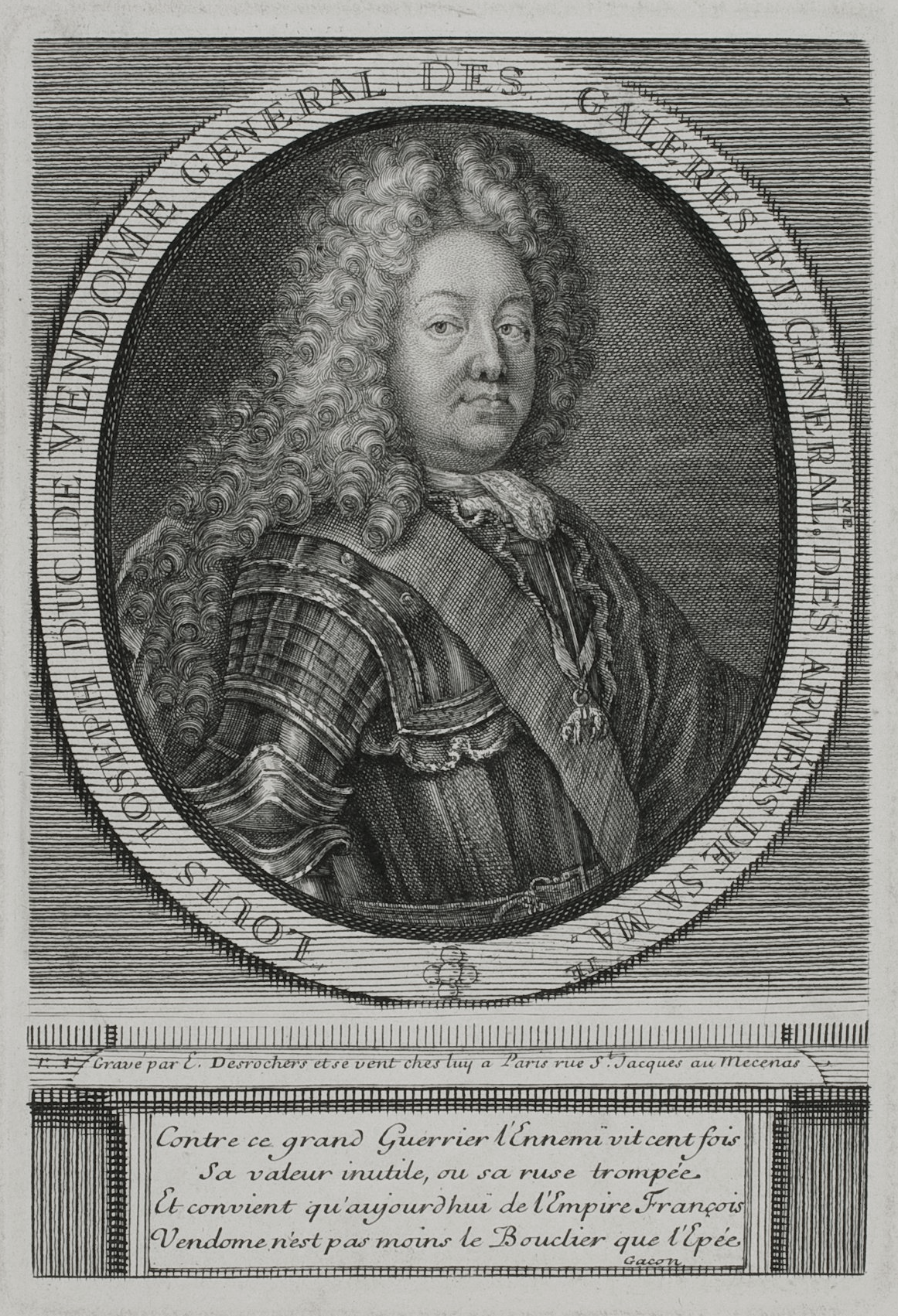
Louis Joseph Herzog von Vendôme

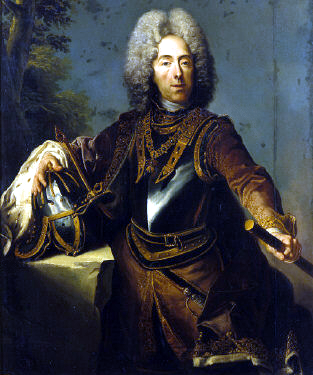
Eugen von Savoyen

Am 10. Juli war das verbündete Heer über die Dender gegangen. Eugen und Marlborough hatten die Absicht der Franzosen durchschaut und begannen sofort mit den eigenen Operationen.
Am Morgen des 11. Juli wurde von den Verbündeten eine Vorhut unter Generalmajor Cadogan mit einem starken Corps gegen die Schelde vorausgesandt, um den Flussübergang bei Oudenaarde für die nachfolgende Hauptarmee zu sichern. Gegen 10 Uhr begann man sofort mit dem Bau von vier Schiffbrücken. Die Hauptarmee folgte in 4 Kolonnen, starke Kavallerie schützte die Tete. Mittags langte irische Reiterei an der Schelde an und ging in starkem Trabe über die Schiffbrücken, danach marschierten die Engländer mit 11.000 Mann beiderseits des Dorfes Eyne auf und deckten den Aufmarsch der Kaiserlichen unter Prinz Eugen. Sieben Schweizer-Bataillone unter dem Duc de Biron hatten sich im Dorf Heurne festgesetzt. Lord Cadogan wurde zuerst von 20 feindlichen Schwadronen angegriffen, welche aus Gavre zur Unterstützung des noch schwachen Fußvolkes herangekommen war. Cadogan drang mit seiner Reiterei über den Eyne-Bach gegen Heurne vor. Bei der Windmühle vor Heurne griffen 8 hannoveranische Schwadronen unter General Rantzau die französischen Reiterregimenter „maison royale“ unter dem Obersten de la Breteche an, wurden aber zurückgeworfen. Das Eingreifen des Kurprinzen von Hannover mit der Leib-Schwadron warf sich dem Feinde aber erfolgreich entgegen. Dabei fiel der Kommandant der Schwadron, Oberst Johann Albrecht von Losecke. Die französische Vorhut, die sich im Dorf Eyne festgesetzt hatte, zogen sich derweil rechtzeitig auf die Hauptmacht zurück, der Rest wurde schnell von Cadogans Truppen niedergekämpft.
Das schnell aufmarschierende Gros der Franzosen bildete bereits die Schlachtordnung, während das Fußvolk der Verbündeten noch im Übergange begriffen war. Der Herzog von Vendôme verlangte von Bourgogne zusammen mit dem linken Flügel, den er befehligte, einen massiven Angriff gegen die Reiterei des rechten Flügel der Verbündeten zu beginnen. Dieses Unterfangen gab den Verbündeten zusätzliche Zeit ihren Aufmarsch ungehindert und mit ungeteilter Kraft auszuführen.
Während Vendôme seine Offensivpläne änderte und die Verbündeten hinter dem Norken-Bache erwarten wollte, ließ der Herzog von Bourgogne seinen rechten Flügel plötzlich eine Linksschwenkung vollziehen, um den Anschluss über den Norken-Bach herzustellen. Als Vendôme das Fußvolk seines Flügels plötzlich doch über den Bach vorrücken ließ, gab der Herzog wieder einen Gegenbefehl, was bei den Vorne führenden Fußtruppen für Verwirrung sorgte.
Am rechten Flügel, den später Marlborough führte, kamen die Preußen unter General von Natzmer zuerst heran, unter diesem marschierte das zweite Treffen mit den Regimentern St. Laurent, Reden, Eltz und Hahn auf. Bald danach bildeten neben den Engländern General Bülows Hannoveraner das erste Treffen des rechten Flügels. Der Herzog von Argyll kommandierte hier 20 Bataillone, worunter 6 hannoveranische unter dem Generalmajor von Bernstorff standen.
Die am linken Flügel stehenden Kaiserlichen unter Prinz Eugen ließen sofort die französische Hauptmacht angreifen. Anfangs durch den Gewaltstoß rasch an Gelände gewinnend, geriet der linke Flügel vor der gegnerischen Übermacht immer mehr unter starken Druck. Marlborough sandte nach dem Hilferuf Eugens sofort 18 Bataillone der Hannoveraner und 20 Bataillone der Preußen unter Generalmajor Wylich und Lottum zur Unterstützung ab. Eine von Marlborough angeordnete doppelte Umfassung durch das Korps der Vereinigten Provinzen unter Feldmarschall Heinrich von Nassau-Ouwerkerk scheiterte jedoch, weil die Überbrückung der Schelde auf einfachen Pontons in dieser kurzen Zeit nicht möglich war. Die Standhaftigkeit der Preußen unter General von Grumbkow stabilisierte die Front der Verbündeten.

## Ergebnis
Weil der Bote, den Vendôme aus der Schlacht mit der Bitte um Unterstützung zu Bourgogne geschickt hatte, nicht ankam, hatten die Franzosen fast ein Drittel ihrer Streitkräfte nicht in den Kampf geworfen. Diese Reserve hätte auf dem erhöhten Terrain am Norkenbach jederzeit gegen den schwächeren rechten Flügel Marlboroughs eingreifen können. Der Gesamtverlust der Franzosen soll wenig glaubwürdig über 10.000 Mann, davon 8.000 Gefangene betragen haben, dazu fielen 25 Kanonen, 32 Standarten und 46 Fahnen in die Hände der Sieger. Der Verlust der Verbündeten betrug etwa 1.060 Tote und 2.560 Verwundete.
Die Franzosen waren unter den Schutz der Mauern von Gent zurückgegangen. Obwohl schwer geschlagen, verhinderte am folgenden Tag das Eintreffen französischer Verstärkungen unter Herzog von Berwick die volle Ausnutzung des Sieges durch die Verbündeten. Für die Verbündeten war aber der Einbruch nach Nordfrankreich offen. Zum Schutz der Festung Lille konnte Marschall Boufflers die Garnison bis zum 28. Juli gerade noch rechtzeitig auf 15.000 Mann verstärken. Während die Armee des Herzogs von Bourgogne an der Schelde beobachtend zurückblieb, gingen die Truppen unter Vendôme bis nach Brügge zurück und begannen durch Öffnung der dortigen Schleusen die ganze Umgegend bis Ostende zu fluten.
Die durch Prinz Eugen am 12. August aufgenommene Belagerung der Festung Lille führte derweil am 22. Oktober zum Erfolg, die restliche Besatzung mit 8000 Mann auf der Zitadelle kapitulierte erst Anfang Dezember.